# Przednówek
Przednówek (przed nowymi zbiorami) – historyczne polskie, nieprecyzyjne określenie czasu liczonego na wsi pomiędzy okresem kończenia się zapasów żywności z poprzedniego roku w gospodarstwach, zwykle pod koniec zimy, a  i pierwszych plonów i możliwych zbiorów w nowym roku okresem zazielenienia się łąk (w stopniu umożliwiającym rezygnację z karmienia bydła paszą zimową). W Polsce, w czasie przednówka większość chłopów zmuszona była do spożywania jednego posiłku dziennie, uzupełnianego komosą białą (lebiodą), perzem, pokrzywami i korą.
Dolegliwość przednówka i czas jego trwania były uzależnione od majętności gospodarzy, ale także od wielkości zbiorów w poprzednim roku. U gospodarzy bogatych było to określenie mało znaczące, wyznaczające tradycyjnie porę roku w okolicy przedwiośnia i wiosny, które w praktyce oznaczało okres spożywania typowych dla przednówka potraw – bazujących na produktach żywnościowych z ubiegłego roku, np. ziemniakach.
Dla gospodarzy biednych był to okres wymuszonego głodu, podczas którego spożywano wszystko, co było do zjedzenia, łącznie z żywnością nadpsutą, czy też takimi roślinami, których w normalnej diecie nie stosowano (np. różnego rodzaju chwasty – komosa biała). W 1847 roku w dzienniku urzędowym zamieszczono nawet przepis na wypiek chleba z perzu.
Określenie wyżej wymienionego czasu lub pory roku jako przednówek może być stosowane w szerszym znaczeniu, kiedy ceny wielu produktów żywnościowych ulegają cyklicznemu podwyższeniu. Również współcześnie może generować to niedożywienie, brak żywieniowe, lub uczucie dyskomfortu, gdy cena regularnie spożywanych produktów zmusza do szukania alternatyw. Zjawisko to obserwowane jest w różnych krajach i kulturach, nawet w krajach wysoko rozwiniętych.